# Хубава жена
Хубава жена (на английски: Pretty Woman) е американска романтична комедия от 1990 г., режисиран от Гари Маршал, по сценарий на Дж. Ф. Лоутън. В главните роли са Ричард Гиър и Джулия Робъртс, а в поддържащите – Хектор Елисондо, Ралф Белами, Лора Сан Джакомо и Джейсън Александър. Фабулата на филма се съсредоточава върху отношенията между холивудската проститутка, Вивиан Уорд, която е наета от богатия бизнесмен Едуард Люис за негов ескорт на няколко бизнес и социални срещи в продължение на една седмица. Заглавието на филма Хубава жена е вдъхновено от песента О, хубава жена от 1964 г., написана и изпълнена от Рой Орбисън. Това е първият филм, в който си сътрудничат Гиър и Робъртс; вторият им филм, Булката беглец, излиза през 1999 г.
Първоначално замислен като мрачна поучителна история за класата и проституцията в Лос Анджелис, филмът е преосмислен като романтична комедия с голям бюджет. Хубава жена получава смесени отзиви от критиците след излизането си, но похвалите са насочени към изпълнението на Робъртс и химията ѝ с Гиър. Филмът отбелязва най-високия брой продажби на билети в САЩ за романтична комедия, като Box Office Mojo го посочва като романтична комедия номер едно по най-висок очакван брой продадени билети в страната – 42 176 400, изпреварвайки Моята голяма луда гръцка сватба (2002) с 41 419 500 билета. Филмът реализира брутен приход от 463,4 милиона щатски долара в световен мащаб и към момента на излизането си е петият най-касов филм за всички времена след Извънземното (701  милиона долара по това време), Междузвездни войни (530 милиона долара по това време), Индиана Джоунс и последният кръстоносен поход (474  милиона долара по това време) и Челюсти (470 милиона долара по това време). Хубава жена е и най-касовият филм с рейтинг R, издаден от Уолт Дисни Студиос, държейки рекорда в продължение на 34 години, до излизането на Дедпул и Върколака (2024) на Марвел Студиос.
Хубава жена катапултира Робъртс до суперзвезда, печелейки награда Златен глобус за най-добра актриса в мюзикъл или комедия, в допълнение към първите ѝ номинации за награда „Оскар“ за най-добра женска роля и награда БАФТА за най-добра актриса в главна роля. Филмът получава номинации и за награда на БАФТА за най-добър филм и награда Златен глобус за най-добър филм – мюзикъл или комедия.

## Сюжет
Една вечер, докато си тръгва от бизнес парти в Холивуд Хилс, корпоративният предприемач Едуард Луис взема автомобила на адвоката си Филип и се озовава в квартала на червените фенери на булевард „Холивуд“, където среща уличницата Вивиан Уорд. Изгубен и затрудняващ се да управлява скоростния лост, Едуард приема предложението на Вивиан да го закара до хотел „Риджънт Бевърли Уилшир“. Импулсивно той я наема за цяла нощ и въпреки първоначалната неловкост, те правят секс в неговия мезонет. На следващия ден Едуард моли Вивиан да остане за седмица, тъй като трябва да присъства на поредица от бизнес събития, докато се опитва да придобие корабостроителната компания на Джим Морс. След преговори, Едуард и Вивиан се споразумяват за 3000 долара. Той ѝ дава и пари, за да си купи подходящи дрехи.
Когато Вивиан се опитва да пазарува на „Родео Драйв“, снобски и груби продавачки я отблъскват заради външния ѝ вид. Тя моли управителя на хотела Барни за съдействие. Той кара продавачката Бриджит да ѝ намери коктейлна рокля за бизнес вечерята на вечерта. По-късно тя моли Барни да я научи на етикет на масата. Едуард е изумен от трансформацията на Вивиан. На вечерята той запознава Вивиан с Морс и внука му Дейвид, който ще поеме компанията. Вечерята не минава добре, тъй като те са недоволни от плана на Едуард да разпусне компанията им. По-късно Едуард разказва на Вивиан за личния и бизнес живота си, включително за отчуждената си връзка с покойния си баща.
Едуард взема Вивиан със себе си за среща на мач по поло. Когато Филип вижда Вивиан да разговаря с Дейвид Морс, той споделя с Едуард подозренията си, че тя е корпоративен шпионин. Едуард отхвърля опасенията на Филип, като обяснява каква е била уговорката им. След като знае истинското минало на Вивиан, жененият Филип разговаря с нея насаме и грубо иска услугите ѝ. Обратно в апартамента на Едуард, Вивиан е ядосана на Едуард, че я е разобличил по този начин. Той се извинява, признавайки, че е ревнувал, защото е говорила с Дейвид. Едуард води Вивиан с частен самолет, за да гледа „Травиата“ в операта на Сан Франциско, история за проститутка, която се влюбва в богат мъж. Тя е трогната и нарушава правилото си „без целувки“, преди да прави секс с него. Вярвайки, че Едуард е заспал, Вивиан казва, че го обича.
С наближаването на края на седмицата, Едуард предлага на Вивиан да ѝ осигури апартамент и джобни пари, обещавайки да я посещава редовно. Вивиан обаче чувства, че той се отнася с нея като с проститутка. Тя споделя детската си фантазия как ще бъде спасена от рицар на бял кон. Едуард се среща с Морс, но избира да работи с него, за да спаси компанията си, вместо да я разпада. Филип, бесен, че новата посока на Едуард му е струвала цяло състояние, отива в хотел „Бевърли Уилшир“, за да се изправи срещу него. Той намира Вивиан. Обвинявайки я за промените на Едуард и ядосан на бизнес решението му, Филип я удря и се опитва да я изнасили. Едуард пристига, откъсва Филип от Вивиан, удря го и го уволнява. След като приключва работата си в Лос Анджелис, Едуард моли Вивиан да остане с него още една нощ, но само ако тя иска, а не защото той ѝ плаща. Тя деликатно отказва и си тръгва.
Вивиан се връща в хотелския си апартамент, за да си събере багажа за преместването в Сан Франциско, където ще си намери нова работа и ще придобие диплома за средно образование. Тя дава на съквартирантката си – проститутката Кит Де Лука, малко пари и ѝ казва, че има „голям потенциал“. Кит напуска секс работата и се записва на курсове за козметик. След това Вивиан чака в апартамента си. Едуард кара шофьора да го закара до апартамента ѝ. Той слиза от люка на бялата лимузина и се качва по пожарната стълба, за да „спаси“ Вивиан, точно като рицаря в детската ѝ фантазия. Когато той я пита какво се случва, след като рицарят я спасява, тя отговаря: „Тя го спасява веднага“ и го целува.

## Актьори
- Ричард Гиър – Едуард Луис
- Джулия Робъртс – Вивиан Уорд
- Ралф Белами – Джим Морс
- Джейсън Александър – Филип Стъки
- Хектор Елисондо – Барнард "Барни" Томпсън
- Лора Сан Джакомо – Кит Де Лука
- Алекс Хайд-Уайд – Дейвид Морс
- Ейми Ясбек – Елизабет Стъки
- Елинор Донахю – Бриджит
- Джон Дейвид Карсън – Марк Рот
- Джудит Балдуин – Сюзан
- Джеймс Патрик Стюарт – Денис Роланд
- Дей Янг – Снобарска продавачка на дрехи
- Лари Милър – Г-н Холистър
- Ханк Азария – Детектив
- Лари Ханкин – Хазяин

## Награди
- Златен глобус за главна женска роля на Джулия Робъртс
- Номинация за Оскар за най-добра главна женска роля на Джулия Робъртс
- 3 номинации за „Златен глобус“ – за най-добра комедия, главна мъжка комедийна роля на Ричард Гиър и поддържаща мъжка роля на Хектор Елизондо
- 4 номинации за Наградите на Британската академия
- Номинация от Гилдията на сценаристите на САЩ за оригинален сценарий

## Романизации
През 1991 г. е издадена романизацията на филма – романа „Хубава жена“ на писателката Сузане Шайблер.

## Дублажи

### БНТ (2003)
| Озвучаващи артисти | Таня Димитрова Христина Ибришимова Владимир Пенев Иван Танев Ивайло Велчев |

### Нова Броудкастинг Груп (2013)
| Озвучаващи артисти  | Даниела Йорданова Силвия Русинова Даниела Сладунова Георги Георгиев-Гого Николай Николов Христо Узунов |
| Преводач            | Ирина Ценкова                                                                                          |
| Тонрежисьор         | Димитър Кукушев                                                                                        |
| Режисьор на дублажа | Димитър Кръстев                                                                                        |